# Joanot Martorell
Joanot Martorell (1413–1468) – pochodzący z Walencji rycerz i autor powieści Tirant lo Blanch, którą napisał w potocznym języku walenckim. Po raz pierwszy została wydana w Walencji w 1490 roku. Uważana jest czasem za pierwszą nowoczesną powieść europejską. Odbył liczne podróże po Europie.
Powieść opowiada o przygodach rycerza z Bizancjum, który należał do Kompanii Katalońskiej. Miguel de Cervantes w powieści Don Kichot podczas sceny spalania określił ją jako najlepszą rycerską powieść. Jego twórczością inspirował się także Mario Vargas Llosa. Krytycy zwracali szczególną uwagę na użycie mowy potocznej w powieści. Ponieważ Martorell zginął z powodu intrygi, książka została dokończona przez jego kolegę Martíego Joana de Galby.